# Henrik Fexeus
Henrik Fexeus, né le 29 septembre 1971 à Örebro, est un mentaliste et un auteur suédois, souvent invité à la télévision et dans les journaux en tant qu'expert en communication non verbale.  

## Enfance et éducation
Henrik Fexeus est né le 29 septembre 1971 à Örebro, en Suède, et a grandi à Vallentuna, où il a déménagé quand il avait sept ans.
Il a reçu un BA en philosophie de l'université de Stockholm, et a travaillé dans la communication et le marketing.

## Auteur
Henrik Fexeus a écrit sept livres sur la psychologie appliquée et le mentalisme. Son premier ouvrage, Konsten Att Läsa Tankar (L'art de lire dans les pensées), fut publié en 2007 : depuis; ses livres ont été traduits en plus de trente langues et il en a vendu plus d'un million d'exemplaires.
En 2015, il publie le jeu de plateau Maktkampen  (Les luttes de pouvoir), basé sur les techniques psychologiques décrites dans ses livres.
En 2017, il écrit son premier ouvrage de fiction, un thriller de fantasy urbaine, De Förlorade: Den sista illusionen, bok ett (Les Perdus : la dernière illusion, livre un).
En 2021, il écrit en collaboration avec Camilla Läckberg une série de thrillers mettant en jeu un mentaliste, Vincent Walder ; le premier volume, Box, a été traduit en français en 2022 sous le titre La Boîte à magie.

### Publications
- 2007 - Konsten Att Läsa Tankar (L'Art de lire dans les pensées), Stockholm, Forum, 2007.  (ISBN 9789137131269)
- 2008 - När Du Gör Som Jag Vill (Quand tu fais ce que je veux), Stockholm, Forum, 2008.  (ISBN 9789137133614)
- 2009 - Alla Får Ligga (Tout le monde s'envoie en l'air), Stockholm, Forum, 2009.  (ISBN 9789137137537)
- 2013 - Maktspelet (Le Jeu du pouvoir), Stockholm, Forum, 2013.  (ISBN 9789137141596)
- 2015 - Maktkampen (Les Luttes de pouvoir) Stockholm, Tactic, 2015 (jeu de plateau basé sur le livre précédent)
- 2017 - De Förlorade: Den sista illusionen, bok ett (Les Perdus : La Dernière Illusion, livre un), Stockholm, Rabén 6 Sjögren, 2017.  (ISBN 9789129697117)
- 2017 - Fingertoppskänsla: En nödvändig manual i social kompetens (Tact : Un manuel essentiel de compétences sociales)  Forum, 2017.  (ISBN 9789137150284)
- 2018 - De Ihåliga: Den sista illusionen, bok två (Le Creux : La Dernière Illusion, tome 2), Stockholm, Rabén & Sjögren, 2018.  (ISBN 9789129703962)
- 2019 - Konsten att läsa tankar: Omarbetad och utökad  (L'Art de lire dans les pensées : revu et augmenté), Stockholm, Forum, 2019.
- 2019 - Reload: Så blir du återhämtningssmart (Reload : Comment récupérer de manière intelligente), Stockholm, Forum, 2019.  (ISBN 9789137154053)
- 2019 - De Första: Den sista illusionen, bok tre (Le Premier : La Dernière Illusion, tome 3), Stockholm, Rabén & Sjögren, 2019.  (ISBN 978-91-29-71633-7)
- 2021 - Box (La Boîte à magie), Stockholm, Forum, 2021 ; écrit en collaboration avec Camilla Läckberg ; traduit en français (Actes Sud, 2022)
- 2022 - Kult (Le Culte), Stockholm, Forum, 2022 ; écrit en collaboration avec Camilla Läckberg ; traduit en français (Actes Sud, 2023)
- 2023 - Mirage (Mirage), Stockholm, Forum, 2023 ; écrit en collaboration avec Camilla Läckberg ; traduit en français (Actes Sud, 2025)

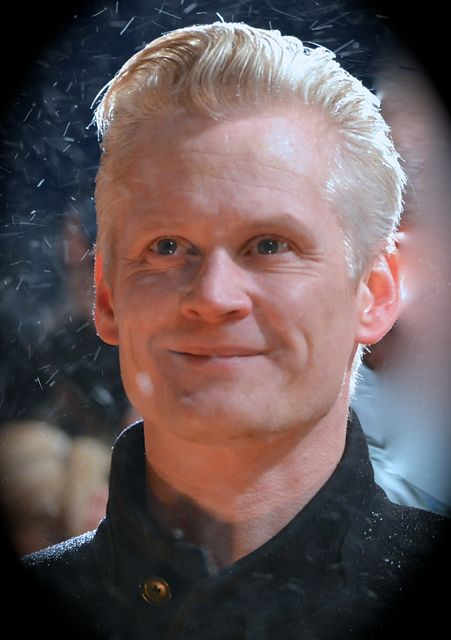
Henrik Fexeus à la sortie de Jack Reacher.

## Télévision
Les apparitions de Henrik Fexeus à la télévision ont souvent trait aux mêmes sujets de psychologie que ses livres, dans ses propres programmes ainsi que dans des émissions régulières.
- De 2007 à 2009, Henrik Fexeus a écrit et interprété les 16 épisodes de Mind Storm sur la chaîne de télévision suédoise SVT. Il y démontrait des manipulations psychologiques sur des participants souvent involontaires, ces expériences servant ensuite d'appui à des discussions entre experts sur les comportements humains. Cette émission a été également diffusée en Norvège, au Danemark et en Finlande[5].
- En 2010, Henrik Fexeus présenta sept épisodes du programme Theme sur SVT[6].
- En 2011, il faisait partie du jury de Talang Sverige (l'adaptation suédoise de America's Got Talent) ; son travail consistait à analyser le langage corporel des concurrents et à apprécier leur présence scénique[7].
- En 2014, il produit pour SVT le program Love Code[8].
- À partir de 2014, il intervient régulièrement dans des analyses  de débats précédant des élections, commentant le langage corporel et la communication non verbale des candidats, que ce soit pour les élections suédoises de 2014 et 2018[9], ou pour les élections présidentielles américaines de 2016.

## Conférences
Depuis 2005, Henrik Fexeus donne des conférences basées sur ses livres, en suédois et en anglais, dans le monde entier, par exemple en Norvège, au Mexique, en Finlande et en Espagne.

## Mentaliste
Henrik Fexeus est un illusioniste spécialisé dans le mentalisme, discipline qui utilise des techniques issues de la psychologie, de la magie et du théâtre pour créer l'illusion de phénomènes parapsychologiques, telles que la télépathie. Henrik Fexeus a présenté quatre grands spectacles sur scène, les trois derniers ayant été également présentés en tournée dans toute la Suède, et produits en DVD. En 2009, Henrik Fexeus a reçu de la "Psychic Entertainers Association" le prix international The Dunninger Award, qui avait été décerné en 2006 à Derren Brown.